# Мамсуров, Тасолтан Сосланбекович
Тасолта́н Сосланбе́кович Ма́мсуров (осет. Мамсыраты Тасолтан; род. 11 января 1937 года, с. Ольгинское — умер 7 ноября 2021 года, Владикавказ) — певец, артист театра и кино, диктор радио и телевидения, народный артист Северной Осетии, первый лауреат премии ГТРК «Алания» «Золотой микрофон» — за вклад в развитие телерадиовещания.
Работу начинал в Цхинвале — артистом в драматическом театре имени Коста Хетагурова, позже диктором на радио.
В 1962 году 25-летний Тасолтан принял участие в конкурсе Северо-Осетинской студии телевидения и стал первым ведущим-мужчиной новой телестудии. С тех пор он работал на телевидении и радио почти полвека, его голос знаком всем жителям республики.
В 1979 году перешёл работать с телевидения на радио, зачитывал важные объявления и новостные выпуски. Участвовал в пополнении фонотеки северо-осетинского радио: его голосом озвучены произведения осетинских писателей, фольклорные тексты. Тасолтан Мамсуров продолжал работать на радио до преклонного возраста, даже когда ему исполнилось 80 лет, выходили новые передачи с его участием. В 2013 году Тасолтан Мамсуров стал первым диктором «Глобального диктанта» по осетинскому языку, проведённого министерством образования и науки РСО-Алания. В 2018 году он участвовал в работе над осетинским дубляжом кинофильма 1958 года «Фатима».
Среди последних больших проектов с участием Тасолтана Мамсурова — запись аудиоверсий романа В. М. Гаглойты «Пробуждение» и романа А. Т. Агузарова «Солнцеворот» на осетинском языке.
В 2000-е годы Тасолтан Мамсуров критиковал культурную жизнь в Северной Осетии. Он, в частности, отмечал снижение уровня постановок в осетинском театре — по его словам «театр ушёл куда-то вниз» по сравнению с временами, когда в нём работал сам Мамсуров.
Я посмотрел несколько постановок и, честно говоря, ушёл из театра с вопросом, зачем же я туда пришёл. Мне не понравились постановки и игра актёров.
Скончался во Владикавказе 7 ноября 2021 года от последствий коронавирусной инфекции.